# Fannia multisetosa
Fannia multisetosa är en tvåvingeart som beskrevs av Chillcott 1961. Fannia multisetosa ingår i släktet Fannia och familjen takdansflugor.
Artens utbredningsområde är Arizona. Inga underarter finns listade i Catalogue of Life.